# Change the Show
Change the Show è il quarto album in studio da solista del musicista inglese Miles Kane, pubblicato nel 2022.

## Tracce
1. Tears Are Falling – 3:01
2. Don't Let It Get You Down – 3:59
3. Nothing's Ever Gonna Be Good Enough (featuring Corinne Bailey-Rae) – 2:32
4. See Ya When I See Ya – 3:01
5. Never Get Tired of Dancing – 3:38
6. Tell Me What You're Feeling – 3:16
7. Coming of Age – 3:46
8. Change the Show – 2:29
9. Constantly – 3:46
10. Caroline – 3:28
11. Adios Ta-ra Ta-ra – 3:56